# (72698) 2001 FZ75
(72698) 2001 FZ75 – planetoida z pasa głównego asteroid okrążająca Słońce w ciągu 5,42 lat w średniej odległości 3,09 j.a. Odkryta 19 marca 2001 roku.